# Jade Chung
Jade Chung (Guelph, Ontario; 6 de noviembre de 1984) es una luchadora profesional canadiense y mánager de lucha libre profesional que ha aparecido en Border City Wrestling, IWA Mid-South, National Wrestling Alliance, Ring of Honor y Pro Wrestling Guerrilla. Algunos de los luchadores que ha dirigido en el circuito independiente incluyen Frankie Kazarian, A-1 y "The Franchise" Shane Douglas.

## Carrera de modelo
Nació en Guelph, Ontario, en una familia de ascendencia china y vietnamita, Chung comenzó a trabajar de modelo a la edad de 12 años como modelo de pasarela y ha aparecido cubriendo las portadas de varias revistas de moda mientras hacía de modelo en Vietnam. En 2002, Chung ganó el "Cover Girl", título de la revista de moda vietnamita Thoi Moi y apareció en la portada de dos revistas de moda vietnamita al año siguiente. Chung también fue una de las 500 modelos seleccionadas para representar a ImportFest de 2003 en Toronto y fue una de las diez finalistas en el concurso de Miss Viet Canada de 2004. También actuó como extra en "Rain On Me", un video musical de Ashanti.

## Carrera en la lucha libre profesional

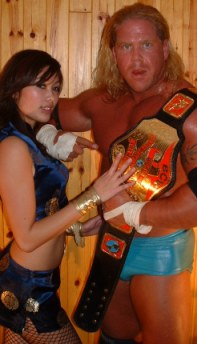
Jade Chung y A-1 en Belleville, Michigan. (12 de diciembre de 2004)

Una fan de la lucha libre desde niña, a menudo veía la World Wrestling Federation cuando aún acudía a la escuela secundaria. Chung se animó a entrar en la lucha libre profesional después de reunirse con Beth Phoenix y Traci Brooks en un evento de lucha libre local y pasó sus veranos entrenando en la escuela de lucha libre de Rob Fuego Squared Circle Training, con sede en Toronto. Teniendo ya algunos amigos personales en la lucha libre profesional, más tarde asistió a espectáculos locales independientes con la esperanza de conseguir ser contratada a tiempo completo.
Ella finalmente hizo su debut profesional para la promoción Border City Wrestling del luchador/promotor Scott D'Amore en donde, en septiembre de 2003, dirigió a "The Franchise" Shane Douglas cuando ganó el Campeonato Peso Pesado de la BCW de D'Lo Brown. Ella pasaría los próximos dos años en varias promociones independientes en Canadá y Estados Unidos. En A Night of Appreciation for Sabu, ella estaba en la esquina de A-1 cuando derrotó a D'Lo Brown para ganar el Campeonato de Peso Pesado de la BCW en Belleville, Michigan el 12 de diciembre de 2004.